# Поддубье (Калининский район)
Подду́бье — деревня в Калининском районе Тверской области. Относится к Каблуковскому сельскому поселению. До 2006 года входила в состав Савватьевского сельского округа.
Население по переписи 2002 — 68 человек, 30 мужчин, 38 женщин.
Расположена восточнее Твери, на левом берегу Волги. Напротив, через Волгу, деревня Горохово.
К северу от деревни находится большой дачный массив, в него входят:
- с/т «Волга»;
- с/т «Грёзы»;
- с/т «Поле Чудес»;
- с/т «Синтетик»;
- с/т «Тверской посад».

## Транспорт
Между дачными кооперативами и посёлком Химинститута через Волгу летом ходит паром. Ранее между Поддубье и Тверью (речной вокзал) имелось прямое речное сообщение.